# Młynów (gmina)
Młynów – dawna gmina wiejska w powiecie dubieńskim województwa wołyńskiego II Rzeczypospolitej. Siedzibą gminy był Młynów.

## Podział administracyjny
W 1936 roku liczba gromad wynosiła 50.
- Arszyczyn
- Adamówka
- Berehy
- Bożkiewicze
- Bryszcze
- Bojarka
- Chorupań
- Czerec
- Czerwona Góra
- Dobratyn
- Dobratyńskie Nowiny
- Dorohostaje Małe
- Dorohostaje Czeskie
- Hołowczyce
- Honczarycha
- Iwanówka
- Koblin
- Karolinka
- Kosarewo
- Korabliszcze
- Libanówka
- Ludwikówka
- Maślanka
- Malowana
- Maruszyn
- Miatyn
- Młynów
- Młynów
- Murawica
- Murawica
- Moskowszczyzna
- Mieczysławówka
- Nowiny Czeskie
- Ozlijów
- Ostryjów
- Puhaczówka
- Podhajce Czeskie
- Podhajce Ruskie
- Pańska Dolina
- Pereweredów
- Pekałów
- Radów
- Radów
- Smordwa
- Stomorgi
- Użyniec
- Wacławin
- Władysławówka
- Zofjówka
- Zady